# Adorjánháza
Adorjánháza là một thị trấn thuộc hạt Veszprém, Hungary. Thị trấn này có diện tích 11,42 km², dân số năm 2010 là 375 người, mật độ 33 người/km².